# Musée de l'Éphèbe
Le musée de l'Éphèbe est un musée situé au Cap d'Agde (commune d'Agde), dans le département de l'Hérault en France. Il est le seul musée de France consacré à l'archéologie sous-marine et subaquatique[réf. nécessaire].

## Description
Le musée de l'Éphèbe a été construit en 1984 par l'architecte Jean Le Couteur (par ailleurs architecte de la station du Cap d'Agde), autour d’une ancienne ferme du XVIIIe siècle, le mas de la Clape.
Il existait déjà une présentation d'objets archéologiques trouvés dans la mer ou le fleuve (amphores, ancres, céramiques…) au Musée Agathois Jules Baudou  ou dans l'ancien évêché de la ville. Mais en 1964 fut découvert dans le fleuve Hérault, au pied de la cité antique, une pièce hors norme, un bronze hellénistique à l’effigie d’Alexandre le Grand, dit l’Éphèbe d'Agde (IIe siècle av. J.-C.). Afin de recevoir en dépôt cette œuvre emblématique (qui appartient à l’État), la Ville d'Agde dut s'engager à la demande du Ministère de la Culture à construire un nouvel équipement muséographique. Ce qui fut fait sur le site de la station du Cap d'Agde, construite à partir des années 70 dans le cadre de la Mission interministérielle dite Mission Racine.
Jusque là exposée au musée du Louvre, la statue de l'Éphèbe fut installée dans son musée au mois de mai 1987.
Le musée a reçu le label « musée de France » en 2002.

## Collections
Elles comprennent près de 3 000 objets et lots, issus de fouilles et prospections archéologiques ou de découvertes fortuites. Reflétant la position géographique d'Agde à la croisée des eaux, tous les objets sont issus de la mer, du fleuve ou de l'étang de Thau. 
Les collections s'échelonnent de la fin de l'âge du bronze (Xe siècle av. J.-C.)  jusqu'au premier tiers du XIXe siècle (épave de la corvette Le Rhône, échouée en 1836). Bien que le musée ait l'image d'un musée d'Antiquité, il est en fait un musée diachronique, couvrant une très large période chronologique et touchant des réalités historiques très variées telles que l'habitat, le commerce, l'architecture navale, les objets d'art... Cette large portée historique fait son originalité au sein des musées archéologiques d'Occitanie, souvent spécialisés.
Les collections du musée s'enrichissent au gré des fouilles et des dépôts.
Depuis 2019, le musée expose une partie du mobilier issu de la fouille de l'épave de la Jeanne-Elisabeth (1755).

### Département moderne
Céramiques, armement de la flotte royale et cargaisons d'épaves du XVIe au XIXe siècle.

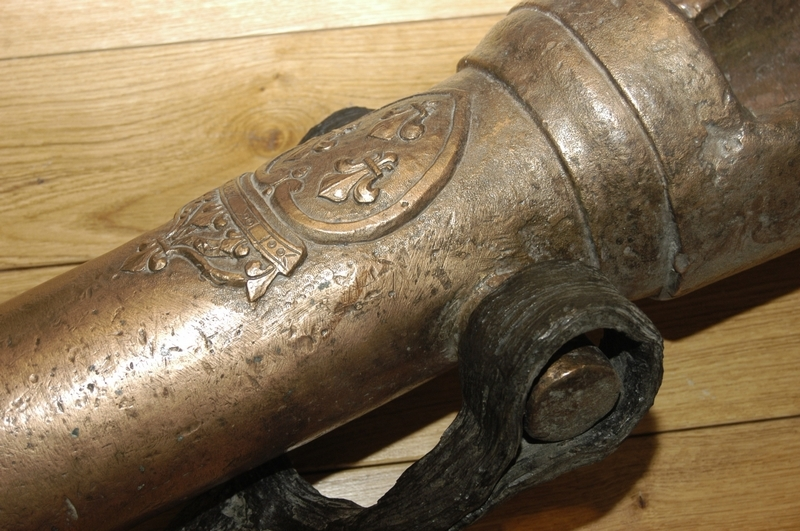
Pierrier en bronze aux armes de Louis XIII (1re moitié XVIIe siècle), fouille du site de Brescou, au large d'Agde.

### Département antique
Le commerce maritime (amphores, vaisselle, fragment d'épave), la cité grecque et le bateau antique (architecture navale, ancres, vie à bord), une mosaïque du Ier siècle av. J.-C. illustrant une scène de la mythologie gréco-romaine, « le jugement de Marsyas » ;

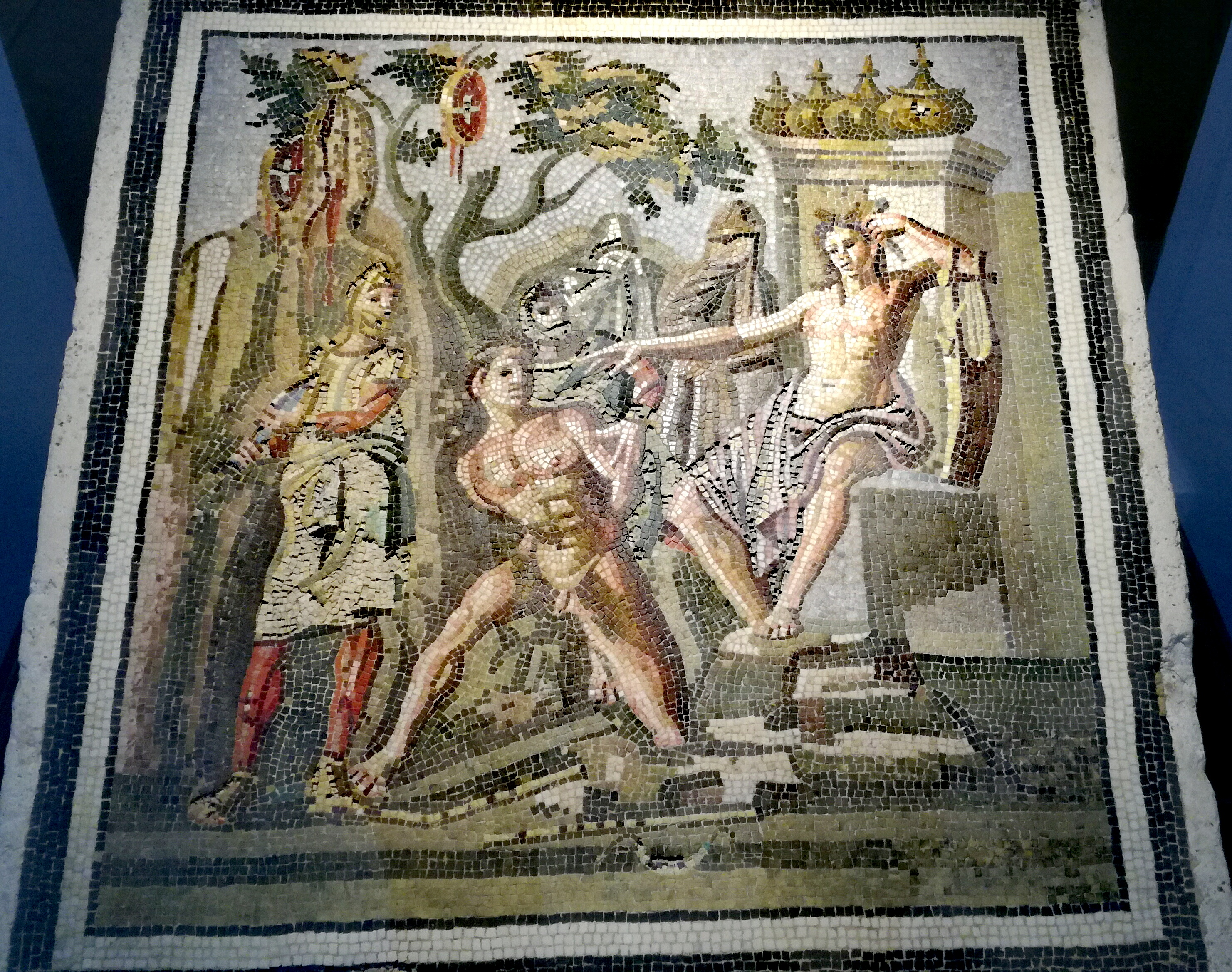
Emblema de mosaïque : Apollon et Marsyas (atelier romain, Ier siècle av. J.-C.)
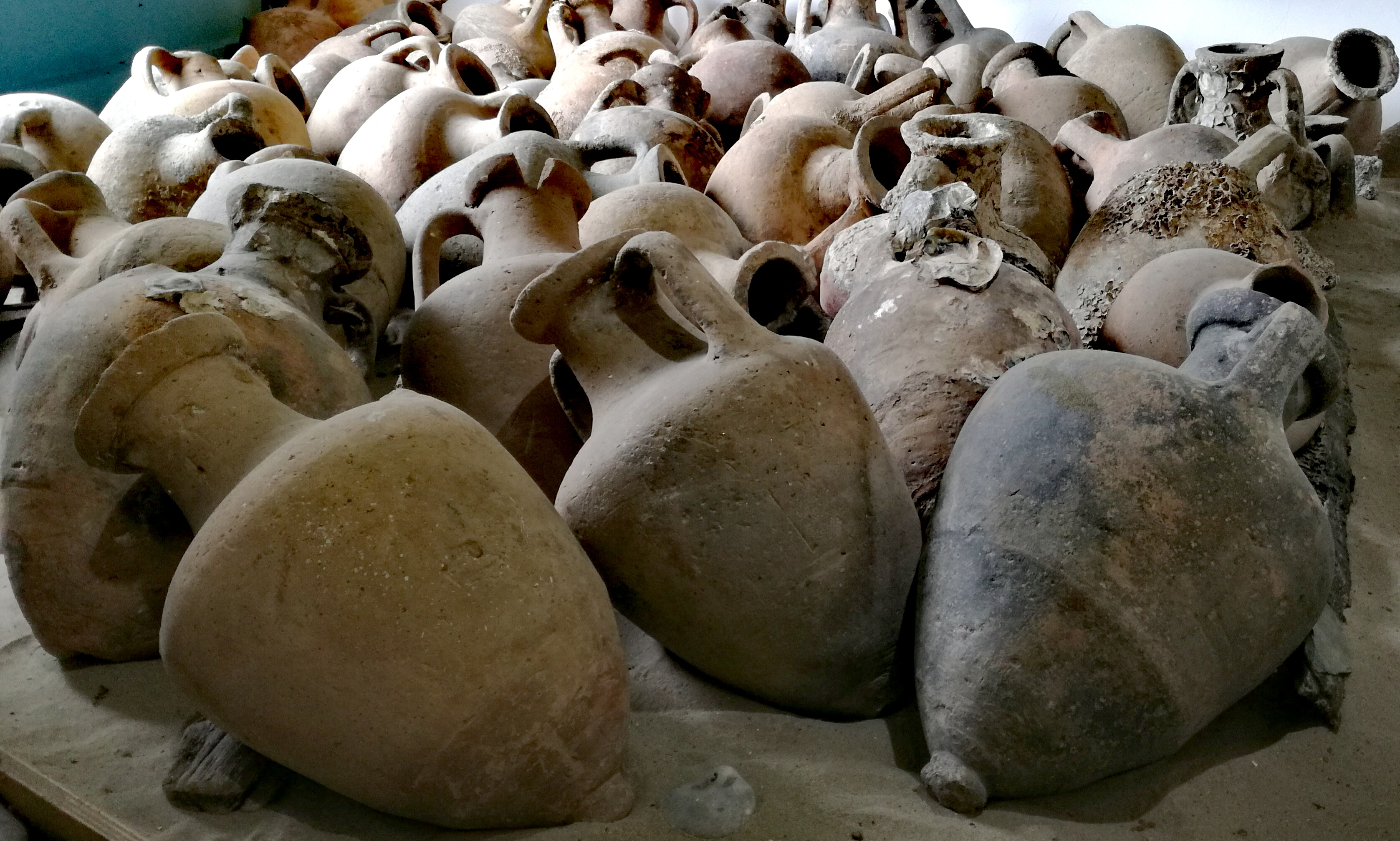
Reconstitution d'une cargaison d'amphores de Marseille (VIe – IIe siècle av. J.-C.).
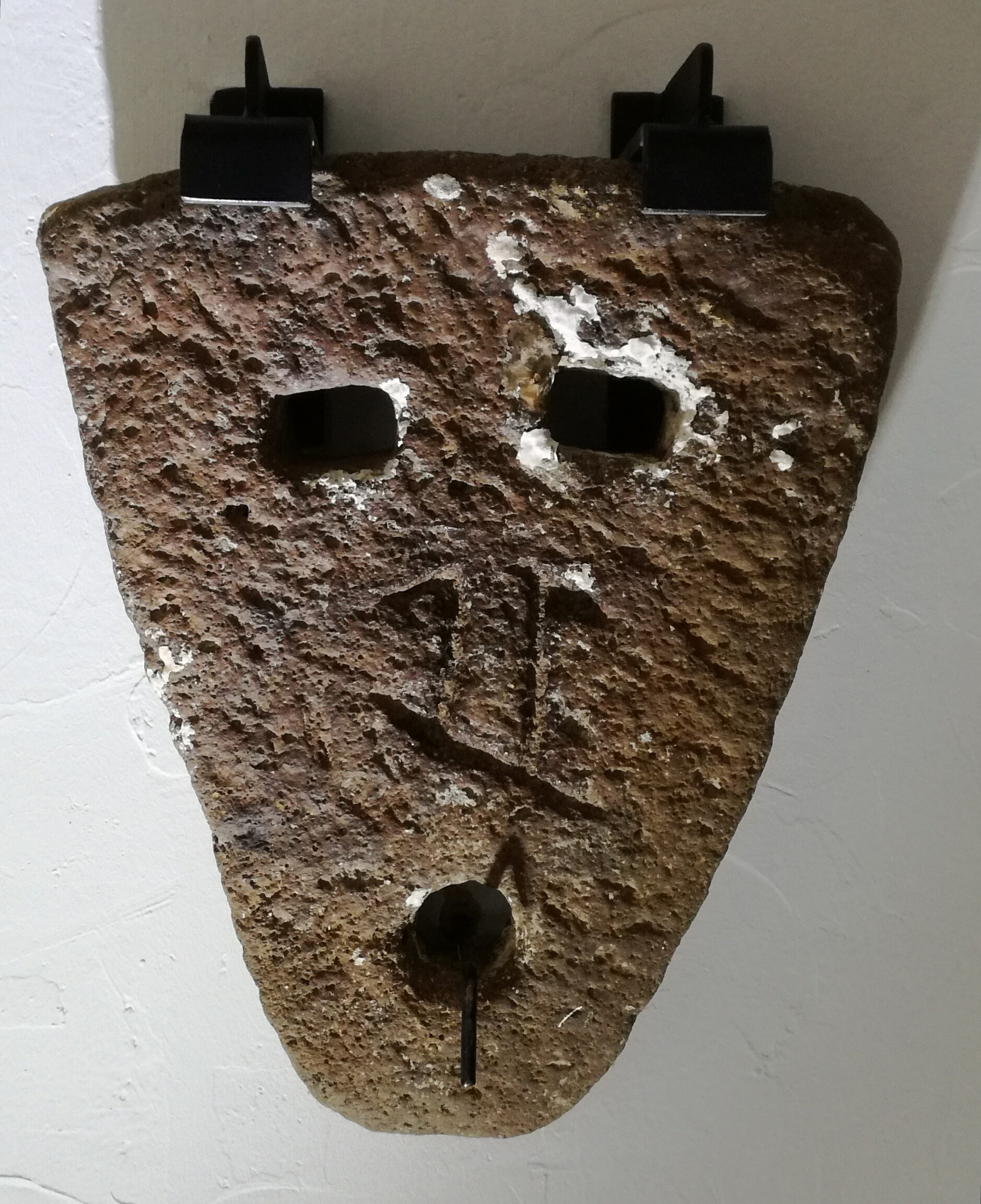
Ancre en calcaire avec gravure en forme de pi (période antique).

### Département des bronzes
L'Éphèbe d'Agde, bronze hellénistique découvert dans le lit de l'Hérault en 1964, daté du IIe siècle avant notre ère ; un trépied en bronze étrusque (Ve siècle av. J.-C.), une aile de victoire et des pièces exceptionnelles découvertes récemment : deux statues romaines (Cupidon et un jeune garçon vêtu d'une tunique romaine et susceptible de représenter Césarion) datées entre le Ier siècle avant et le Ier siècle de notre ère  ; importante section de protohistoire : site de La Motte (habitat de l'âge du bronze) ; bronzes du site de Rochelongue (découverte 1964 A. Bouscaras).

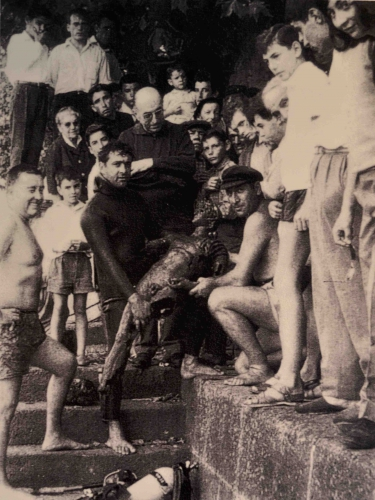
Remontée de la statue de l'Éphèbe, le 13 septembre 1964, par Jackie Fanjaud.
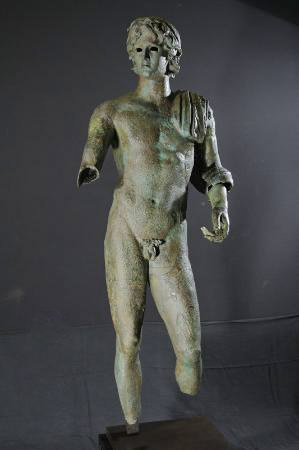
Statue de bronze de l’Éphèbe d'Agde, effigie d'Alexandre le Grand (IIe siècle av. J.-C. ?).
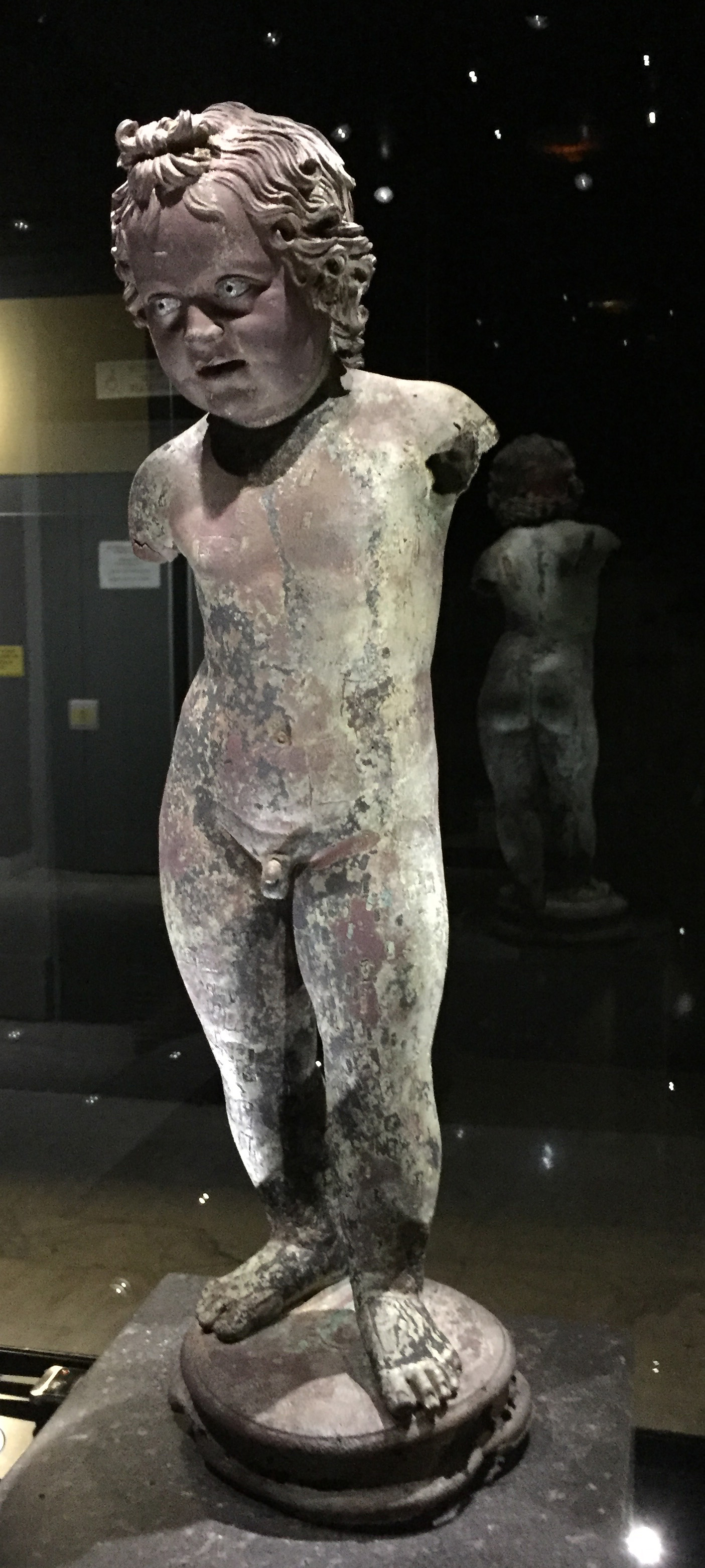
Éros, bronze, (Ier siècle av. J.-C.-Ier siècle).
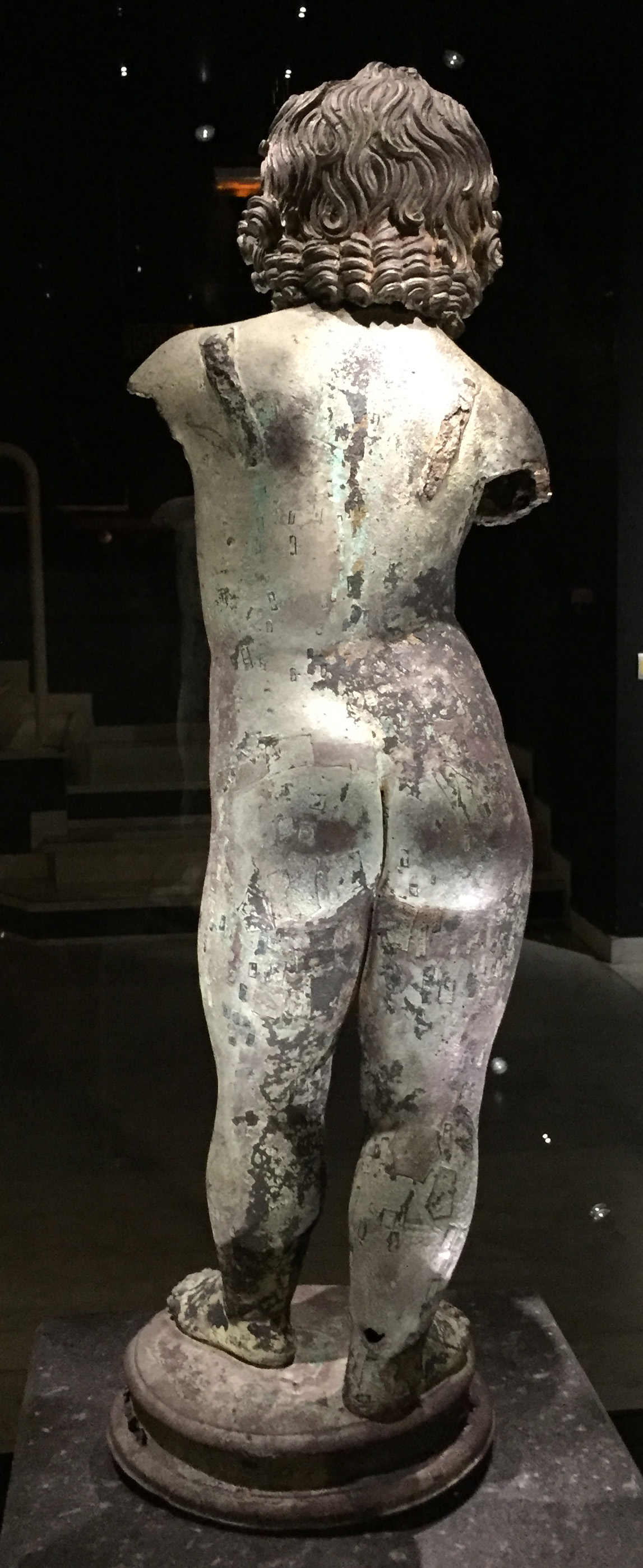
Éros, bronze, vu de dos.
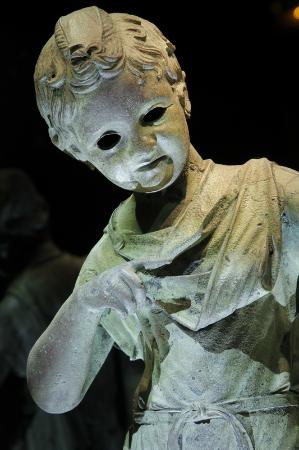
Statue en bronze d'un enfant royal (Ier siècle av. J.-C.-Ier siècle), pouvant être Césarion.
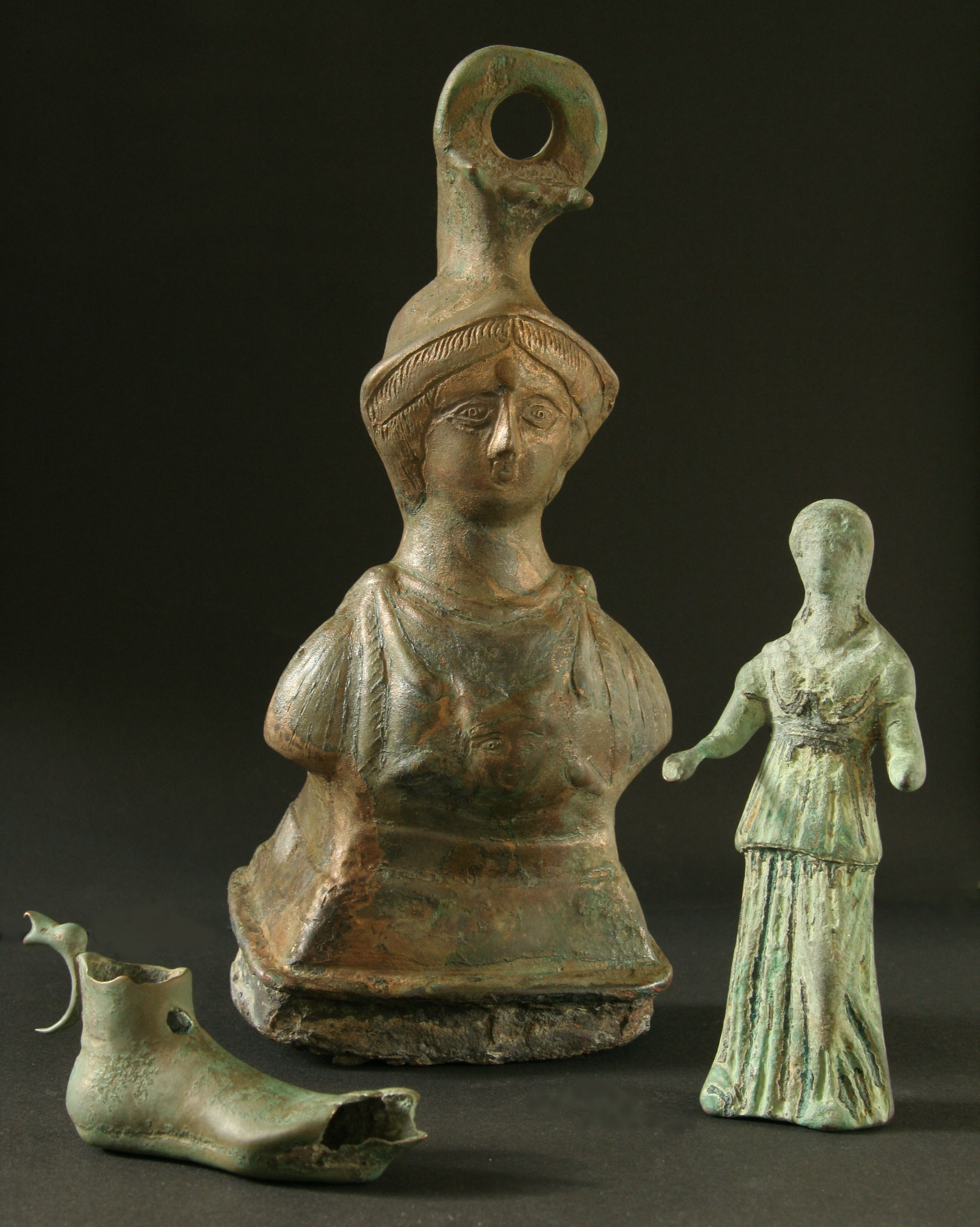
Trois objets en bronze des collections antiques : peson de balance ; lampe à huile en forme de pied ; statuette de figure féminine.

## Expositions
Le musée organise des expositions temporaires. Les plus marquantes ont été celles consacrées à l'Antiquité égyptienne : La gloire d'Alexandrie, en 1998 (190 000 visiteurs) ; Egypte, vision d'éternité, en 1999 (178 000 visiteurs). Ces expositions « phares », qui ont mobilisé d'importants moyens, ont contribué au rayonnement du musée ainsi qu'à forger son image de musée de l'Antiquité.
D'octobre 2019 à 2020 se tient une exposition consacrée à un brick suédois ayant fait naufrage au large de Maguelone en 1755, le Jeanne Elisabeth. Intitulée Fortune à bord ! Chronique de la Jeanne-Elisabeth, elle fait le bilan de douze années d'études et de fouilles menées sur cette épave par le DRASSM.

## Fréquentation
| Année | Entrées gratuites | Entrées payantes | Total  |
| ----- | ----------------- | ---------------- | ------ |
| 2001  | 1 681             | 12 523           | 14 204 |
| 2002  | 2 753             | 21 863           | 24 616 |
| 2003  | 3 849             | 15 259           | 19 108 |
| 2004  | 0                 | 13 270           | 13 270 |
| 2005  | 4 231             | 9 738            | 13 969 |
| 2006  | 4 068             | 9 063            | 13 131 |
| 2007  | 3 893             | 10 570           | 14 463 |
| 2008  | 1 924             | 11 024           | 12 948 |
| 2009  | 2 104             | 11 782           | 13 886 |
| 2010  | 4 962             | 9 457            | 14 419 |
| 2011  | 3 822             | 9 432            | 13 254 |
| 2012  | 5 123             | 9 306            | 14 429 |
| 2013  | 6 899             | 9 060            | 15 959 |
| 2014  | 6 473             | 9 563            | 16 036 |
| 2015  | 4 575             | 8 982            | 13 557 |
| 2016  | 4 483             | 8 701            | 13 184 |
| 2017  | 5 436             | 8 607            | 14 043 |
| 2018  | 4 831             | 8 764            | 13 595 |
| 2019  | 7 210             | 14 790           | 22 000 |
| 2020  | 0                 | 10 096           | 10 096 |
| 2021  | 3 337             | 5 879            | 9 216  |